# Tófalvy Éva
Tófalvy Éva (születési név: Tófalvy Éva Ildikó) (Mohács, 1947. április 11. –) magyar és eszperantó nyelvű író, református lelkész, tanár, szerkesztő, könyvtáros. 2021-ben lett özvegy.

## Életpályája
Értelmiségi családban született Mohácson. Pécsett nőtt fel, ott végezte az általános- és középiskolát. Érettségi után a Pécsi Egyetemi Könyvtárban dolgozott, majd Budapesten járt egyetemre. Az Eötvös Loránd Tudományegyetem magyar-könyvtár-eszperantó szakán végzett 1971-ben. Eötvös kollégista volt. Diplomája megszerzése után a Magyar Eszperantó Szövetségben helyezkedett el, mint az 1972-es Magyar Kulturális Fesztivál szervezője. Tanárként a budapesti Móra Ferenc Egészségügyi Szakközépiskolában és a Bláthy Ottó Technikumban dolgozott, majd tanársegéd lett az Esztergomi Tanítóképző Főiskolán, ahol magyar nyelvészetet tanított és megalapította az eszperantó nyelvi fakultációt. 1976-ban újságíró diplomát szerzett a MÚOSZ Újságíró Iskolája külpolitikai szakán. Három évig dolgozott a következő lapoknál: Orvosegyetem (Budapest), Dunántúli Napló (Pécs) és Pest megyei Hírlap (Budapest). 1984-1985-ben a Magyar Nők Országos Tanácsánál dolgozott mint felelős szerkesztő. 1985-ben kilépett állásából és 1994-ig szabadfoglalkozású volt. 1989-1994 között teológiai tanulmányokat folytatott a Budapesti Református Teológiai Akadémián (1993-tól: Károli Gáspár Református Egyetem Hittudományi Kar), majd lelkészi szolgálatba lépett. 2014-ig a MRE Dunamelléki Egyházkerületben dolgozott különböző szolgálati helyeken és beosztásokban (lelkész-könyvtáros, gyülekezeti beosztott lelkész, missziói lelkész, kórházlelkész).
Két nyelven ír: magyarul és eszperantóul. Szathmári Sándor (1897-1974) életművének kutatója, szakértője. Megtalálta, sajtó alá rendezte és 1991-ben kiadatta az író elveszettnek hitt Jövő c. regényét, a Hiába c. trilógia részét. 2006-ban beiratkozott a Miskolci Egyetem Irodalomtudományi Doktori Iskolájába, ahol 2007-ben megszerezte az abszolutóriumot. Számos tanulmányt írt Szathmáriról magyarul és eszperantóul, valamint magyarul monográfiát. Kutatási területe a magyar irodalom népszerűsítése az eszperantó nemzetközi nyelven.

## Könyvei
- Kiuj semas plorante. Romano. Kun O. Kníchal. Universala Esperanto-Asocio. Rotterdam. - 1984
- A diktátor arcképe – Portreto de la diktatoro. [Kisregény. Magyar-eszperantó kétnyelvű kiadás.] AKVILA & PRISCILLA. Budapest - Pécs. - 2007
- Kazohiniától Atlantiszig. Szathmári Sándor és utópiái. [Monográfia.] AKVILA & PRISCILLA. Budapest[4] - Pécs. - 2019
- A szabadulás. Regény. AKVILA & PRISCILLA. Budapest - Pécs. - 2019
- La liberiĝo. Romano. AKVILA & PRISCILLA. Budapest - Pécs. - 2019

## Fontosabb esszék, tanulmányok
- Szathmári, a magyar Orwell avagy Orwell, az angol Szathmári. In: Szathmári Sándor: Hiába. Jövő. Bp. Szépirodalmi könyvkiadó.  275-309. p. - 1991
- Je la centjara datreveno de naskiĝo de Sándor Szathmári. Memorlibro. Kolekto de la prelegoj dum la solena internacia konferenco organizita okaze de la tridekjariĝo de la universitata fako Esperantologio (Budapeŝto, 17/18-04-1997). Ĉefred. Tamás Gecső.  Universitato Eötvös Loránd. Katedro pri Ĝenerala kaj Aplikata Lingvistiko. Bp.346-351. p. -  1998
- Aersoifo.  Abunda fonto. Memorlibro omaĝe al Prof. István Szerdahelyi. Redaktis Ilona Koutny. ProDruk & Steleto. Poznan. 323-329. p. - 2009
- Kiuj semas plorante… Fragmento. Baza Literatura Krestomatio. 2a eld. Budapest: HEA, 1982. 3a eld. Budapest: HEA, 1986. 4a eld. Kaliningrado: Sezonoj; Kaunas: LEA, - 2019
- Rolo de la persona faktoro en la Esperanta literaturo. Pri homoj kaj verkoj. Eseoj pri la Esperanto-kulturo. Universala Esperanto-Asocio. Rotterdam.  15-25. p. - 2012
- La du testamentoj de Sándor Szathmári. Pri homoj kaj verkoj. Eseoj pri la Esperanto-kulturo. Universala Esperanto-Asocio. Rotterdam.  69-75. p. - 2012

## Tagsága
- Magyarországi Eszperantó Szövetség - 1966

## Díjai, elismerései
- Premio por novelo. II.  Belartaj konkursoj de UEA[5] - 1978
- Premio por poezio. I.  Belartaj konkursoj de UEA - 1979
- Premio Raymond Schwartz por romano.  Belartaj konkursoj de UEA - 1980
- Premio Luigi Minnaja por eseo I.  Belartaj konkursoj de UEA - 1981
- Premio Luigi Minnaja por eseo II.  Belartaj konkursoj de UEA - 1995